# Schaapje (vlinder)
Het schaapje (Acronicta leporina) is een nachtvlinder die behoort tot de familie Noctuidae (nachtuiltjes). De spanwijdte bedraagt tussen de 35 en 45 millimeter.
De vlinder komt voor in twee generaties van mei tot en met augustus. Waar voldoende loofbomen voorkomen, is het een algemene vlinder in Nederland en België. Het verspreidingsgebied beslaat geheel Europa.
Waardplanten zijn onder meer berken, els, eiken, populieren en wilgen.